# Swynnerton
Swynnerton är en ort och civil parish i Storbritannien.   Den ligger i grevskapet Staffordshire och riksdelen England, i den södra delen av landet, 210 km nordväst om huvudstaden London. Swynnerton ligger 179 meter över havet och antalet invånare är 4 233.
Terrängen runt Swynnerton är huvudsakligen platt. Swynnerton ligger uppe på en höjd. Runt Swynnerton är det ganska tätbefolkat, med 207 invånare per kvadratkilometer. Närmaste större samhälle är Stoke-on-Trent, 9,9 km norr om Swynnerton. Omgivningarna runt Swynnerton är en mosaik av jordbruksmark och naturlig växtlighet.